# Hall 2000
Hall 2000 is een gebouw in het Belgische pretpark Bobbejaanland en opende in 1989 in opdracht van de familie Schoepen. Het destijds futuristisch uitziende gebouw werd ontworpen door architect Karel Bogaerts. Naast inkomhal van Revolution en onderkomen van Spaceball, twee attracties die in datzelfde jaar openden, waren er diverse winkeltjes en betaalautomaten aanwezig. Een groot deel van de hal kon worden afgehuurd voor grote feesten. Op het podium waren regelmatig optredens.
In 2008 werd de hal heringericht door de nieuwe eigenaar van het park, Parques Reunidos. Het futuristische puntdak werd verwijderd en vervangen door koepels. Het feestgedeelte maakte later plaats voor de attractie Banana Battle. De winkels en enkele kleinere attracties verdwenen. Het restaurant werd vervangen door een fastfood-restaurant.

## Huidig gebruik
Momenteel is Hall 2000 vrij toegankelijk als eetplaats waarbij er geen verplichting is gebruik te maken van het fastfood-restaurant. Hall 2000 heeft verder nog toiletten, enkele speelautomaten en dient als inkomhal van Revolution en Banana Battle.
Afbeeldingen